# Saint-Crépin (Alpy Wysokie)
Saint-Crépin – miejscowość i gmina we Francji, w regionie Prowansja-Alpy-Lazurowe Wybrzeże, w departamencie Alpy Wysokie.

## Nazwa
Nazwa miejscowości pochodzi od imienia św. Kryspina.

## Demografia
Według danych na rok 1990 gminę zamieszkiwały 533 osoby, a gęstość zaludnienia wynosiła 11,5 osób/km². W styczniu 2015 r. Saint-Crépin zamieszkiwało 668 osób, przy gęstości zaludnienia wynoszącej 14,4 osób/km².